# Sidon
Pour les articles homonymes, voir Simon Sidon, Saïda  et Sayette 
Sidon ou Saïda en francais (en phénicien 𐤑𐤃𐤍 / Ṣīdūn ; en grec ancien : Σιδών / Sidṓn ;  en arabe : صيدا / ṣaydā) est une ville du Liban. Elle fut dans l'Antiquité l'une des plus grandes villes de la Phénicie. La ville était construite sur un promontoire s'avançant dans la mer. Ce fut le plus grand port de la Phénicie sous son roi Zimrida (en), au XIVe siècle av. J.-C. Elle est aussi appelée Sagette ou Sayette durant les Croisades (nom donné par les Francs) et Sidon dans la Bible. Son nom signifie « pêcherie ».
Elle possède une longue et riche histoire et traversa les siècles avec des destinées diverses au contact des différents peuples qui la contrôlèrent, les Phéniciens, les Assyriens qui la ruinèrent en 677 av. J.-C., les Perses achéménides, les Macédoniens, les Séleucides, les Romains et plus tard les Croisés, les Arabes, les Ottomans, et les Français. La ville moderne est aujourd'hui l'une des plus importantes du Liban.

## Origine du nom
D'après la Genèse, Sidon aurait été fondée par Tsidone, fils de Canaan, lui-même petit-fils de Noé (Genèse 10,15-10,19).

## Histoire

### Sidon, métropole phénicienne
Elle est une des principales cités du royaume cananéen aux environs du XVe siècle av. J.-C. Avec Tyr et Byblos, ses rivales, elle développe le commerce maritime. Au XIVe siècle av. J.-C., le maire de Sidon Zimrida entretient une correspondance diplomatique avec le pharaon Akhénaton, comme l'atteste une des lettres d'Amarna. Sidon devient l'un des plus importants ports de la Méditerranée orientale aux environs du XIIIe siècle av. J.-C., avant sa dévastation probable par les Peuples de la mer. Vers 1200 av. J.-C., elle est prise par les Philistins et c'est alors Tyr qui passe au premier plan. Elle est ensuite soumise aux puissances du Proche-Orient.
D'après la Genèse (composée entre le VIIIe et IIe siècle av. J.-C.), l'antique Sidon est l'une des plus vieilles villes de la côte phénicienne, fondée par Tsidone, fils de Canaan, lui-même petit-fils de Noé.
Tributaire de l'Assyrie, s'étant révoltée, Assarhaddon la détruit en 677 av. J.-C. La ville est reconstruite par les Babyloniens, et reprise par les Perses vers 540 av. J.-C. Sidon accueille régulièrement le satrape de Transeuphratène lors de son passage en Phénicie, et un paradis, résidence satrapique, se trouve à côté de Sidon. Le roi de Sidon est traditionnellement grand-amiral en second de la flotte perse ; Sidon contribue à accroître cette dernière grâce à l'importance de ses chantiers navals. Ainsi, lors des guerres médiques, elle fournit aux Perses des contingents navals à la bataille de Salamine en 480 av. J.-C.
Mais un siècle plus tard, c'est avec les Grecs que les Phéniciens entretiennent des liens commerciaux ; depuis longtemps, Grecs et Phéniciens se connaissent, leurs échanges se sont beaucoup développés : les Grecs avaient emprunté leur alphabet aux Phéniciens, et l'emprunt le plus remarquable des Phéniciens aux Grecs est celui de la monnaie, où apparaît même la chouette d'Athéna. Le poète grec Homère cite Sidon, « le grand marché du bronze », ville « bien peuplée » ; il a salué l'habileté des Phéniciennes de Sidon, dont la fabrication de teinture de pourpre était réputée. La ville avait une tradition réputée dans la production de verre soufflé puis plat également. C'est sur la plage de Sidon — selon la mythologie grecque — que Zeus a enlevé Europe, fille d'Agénor, roi de Tyr. Une légende attribue la fondation de Thèbes (Béotie) à ses habitants. Grands commerçants, les habitants de Sidon, Tyr, Arados et d'autres Phéniciens fréquentent le Pirée, et le roi Straton est honoré à Athènes dès 362. La sujétion de Sidon à l'égard des Perses prend bientôt fin avec le roi Tennès, qui est à l'origine en 351 av. J.-C. de la révolte contre la Perse ; la ville est prise vers 346-345 av. J.-C. et est brûlée après le soulèvement ; elle perd une partie de son territoire et est affaiblie. En 333 av. J.-C., elle se rallie avec enthousiasme à Alexandre le Grand.

#### Chronologie des rois phéniciens de Sidon

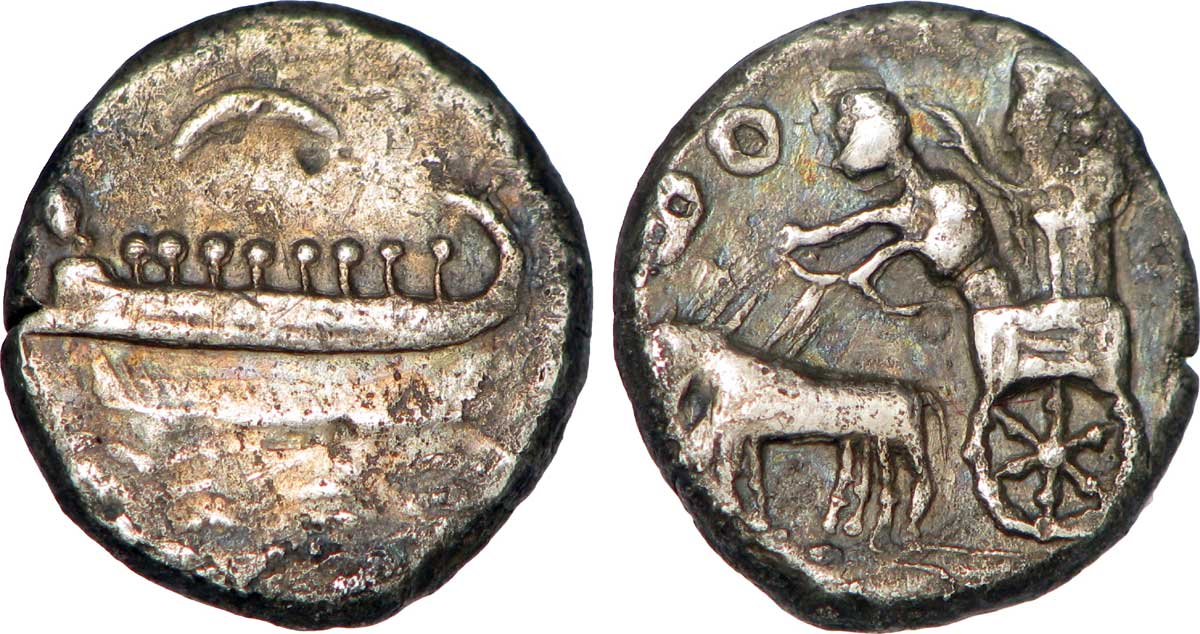
Quart de sicle perse de la cité de Sidon ; la Phénicie était sous domination perse (achéménide) entre les av. J.-C. Sidon principal port d'exportation de la pourpre, était aussi un port militaire d'où la présence de la galère au droit. Au revers, le char triomphal pourrait représenter une procession avec le Roi Achéménide.

Les deux rois Eshmounazar (ou Eshmun'azar ou Eshmazar ; phénicien : 𐤀𐤔𐤌𐤍𐤏𐤆𐤓, un nom théophore signifiant «Eshmun aide»)), dont le tombeau a été découvert en 1855, et Tabnit (en), qui ont régné vers 575-525 av. J.-C., furent enterrés à Sidon. La chronologie des rois de Sidon est bien connue entre 372 et 333 av. J.-C. par leurs monnaies qui étaient datées annuellement par l'année de règne.

### Sidon à l'époque hellénistique
Alexandre le Grand la dote de nouveaux territoires dans l'arrière-pays : elle reçoit en don non seulement la montagne mais aussi une partie de la Bekaa et de l'Anti-Liban. Comme toutes les cités phéniciennes, Sidon a conservé, en 333/332 av. J.-C., ses institutions politiques originales, malgré les occupations assyrienne, babylonienne et perse : elle a un roi entouré d'un Conseil des Anciens. Un nouveau roi, client des Perses, Abdashtart II (Straton II) avait été installé sur le trône de Sidon. Aussi, Alexandre destitue-t-il son successeur immédiat, Abdashtart III (Straton III), considéré comme peu sûr, pour installer sur le trône un membre de l'ancienne famille royale, Abdalonymos. Pour marquer son avènement, les Sidoniens inaugurent alors dans leur monnayage une nouvelle ère, dite « du peuple ». Grâce à sa flotte, Sidon fournit à Alexandre une aide efficace dans le siège qu'il met devant Tyr en 332 av. J.-C..[source insuffisante]
À la mort d'Alexandre en 323 av. J.-C., les Diadoques s'affrontent pour se partager son empire. Antigone le Borgne établit son camp en Phénicie, face à Tyr, et à sa demande, les chantiers navals de Sidon entreprennent la construction de nouveaux navires. Après la défaite d'Antigone à la bataille d'Ipsos, Sidon et Tyr doivent revenir à Ptolémée Ier, mais les villes sont aux mains de Démétrios Ier Poliorcète ; Séleucos Ier et Ptolémée se disputent la Cœlé-Syrie : Séleucos revendique les deux villes, sans pouvoir d'abord les obtenir. Ce n'est que beaucoup plus tard, vers 288/286 av. J.-C., que Ptolémée parvient à les conquérir.
Dès lors, en raison de leur très important rôle économique et militaire, les villes de Sidon, Tyr et Arados bénéficient de la bienveillance du roi lagide ; mais en se transformant en cités aux mœurs grecques, leurs institutions changent. Des concours grecs y sont organisés dans les palestres et les gymnases ; le boxeur Sillis de Sidon participe au concours à Délos en 269 av. J.-C. ; un habitant de Sidon participe même à la course de char aux jeux néméens, preuve qu'il est bien reconnu comme Grec : Sidon est donc considérée comme une ville grecque à la fin du IIIe siècle ou au début du IIe siècle av. J.-C. Des concours en l'honneur de l'Apollon de Delphes sont même organisés dans cette ville. La rapidité de l'hellénisation des Phéniciens se traduit aussi dans l'importante vie intellectuelle qui se développe à Sidon : dès le IIIe siècle av. J.-C., le philosophe stoïcien Zénon de Sidon est l'élève de Zénon de Cition. Sur le plan politique, il n'y a plus de roi à Sidon au plus tard en 278 av. J.-C., quand meurt Philoclès, le successeur d'Abdalonymos ; des agoranomes sont régulièrement attestés à Sidon, qui a sans doute aussi un juge, (δικαστής, dikastès), et un archonte. Tous les magistrats connus à Sidon portent d'ailleurs des noms grecs.
Les troubles reprennent avec la cinquième guerre de Syrie, à partir de 202 av. J.-C. : Antiochos III veut conquérir la Syrie lagide ; il est vainqueur à la bataille de Panion de l'Étolien Scopas qui se réfugie à Sidon, mais la ville capitule à l'automne 199 av. J.-C., malgré trois armées de secours accourues pour la sauver. Ville de garnisons lagides, Sidon avait abrité nombre de mercenaires venus d'Asie Mineure. Après la conquête séleucide, ces mercenaires venus de Pamphylie, de Pisidie ou de Phrygie forment l'élite des phalanges et sont depuis longtemps hellénisés, comme l'attestent leurs noms grecs et le style parfaitement grec des stèles de Sidon. Dans les domaines intellectuel et artistique, Tyr et Sidon constituent de grands centres pour les lettres grecques : la philosophie stoïcienne est représentée par Antipatros de Sidon (vers 170 av. J.-C. / 100 av. J.-C.) qui est l'auteur d'épigrammes, et par Boéthos de Sidon, élève de Diogène de Babylone, qui s'occupe de cosmologie. La philosophie épicurienne est illustrée par Zénon de Sidon (IIe – Ier siècles av. J.-C. ; à ne pas confondre avec un autre Zénon de Sidon, stoïcien). Un philosophe phénicien, Moschus de Sidon, passe pour avoir été l'inventeur de la théorie des atomes, que Démocrite aurait reprise par la suite.
Reconnue sacrée et asyle en 122 av. J.-C., Sidon devient libre vers 112/110 av. J.-C., et frappe monnaie pour son propre compte dès 107 av. J.-C., inaugurant ainsi l'étalon phénicien.

### Sidon à l'époque romaine

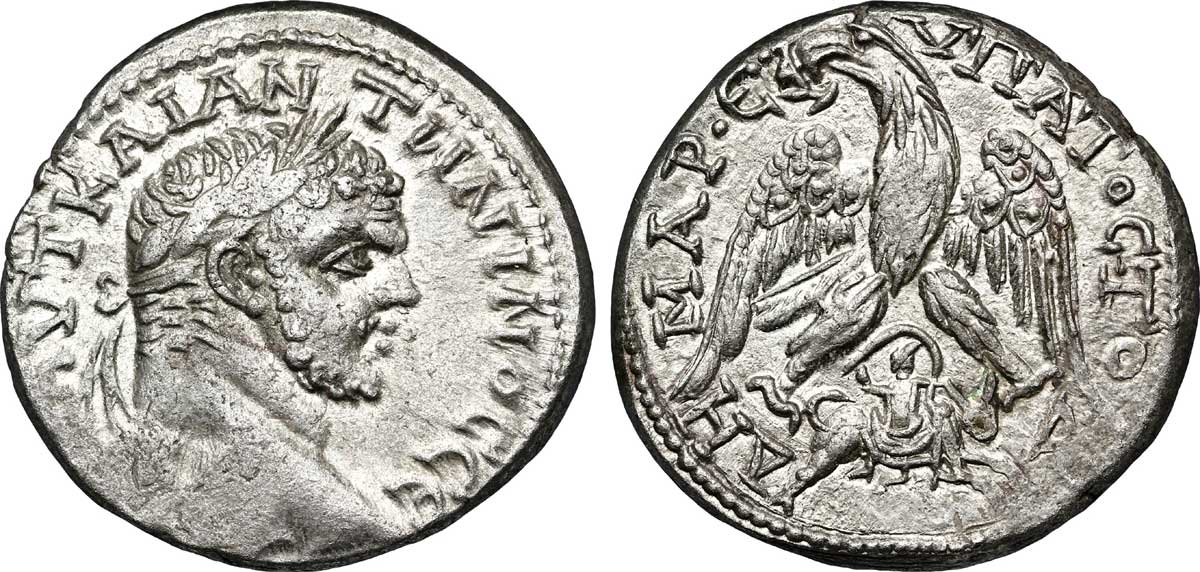
Monnaie frappée en la cité de Sidon (période romaine)

Sidon est honorée du titre de navarchis qui reconnaît son rôle essentiel de ville amirale, lieu de mouillage pour la flotte de guerre romaine, la classis syriaca. Cependant, la ville n'échappe pas aux luttes de factions, et Auguste la réduit en esclavage, aux dires de Dion Cassius.
Sous l'empire, Sidon continue à se distinguer surtout en matière d'artisanat : sa réputation est si grande dès l'Antiquité que les auteurs anciens tenaient la verrerie pour une invention de la Phénicie ; d'abord moulé, le verre a ensuite été soufflé et a permis une large diffusion de vaisselle dans cette matière, en particulier de petits vases à parfums, à onguents ou à cosmétiques ; Sidon réalise une production luxueuse de verres incrustés de pierreries ou à couleurs mêlées : des verres de luxe sortent de l'officine célèbre d'Ennion de Sidon, et certains artisans signent leurs productions de leur nom, comme Artas, Philippos ou Neikôn, en gage de qualité.
 L'industrie de la pourpre s'est aussi largement développée à Sidon comme à Tyr, grâce à la présence du murex et à la possibilité de trouver des textiles de qualité, car il s'agit de teindre des étoffes : production de grand luxe en raison du coût de la teinture, les étoffes teintes en pourpre de Sidon sont destinées à la cour impériale romaine et aux membres des ordres supérieurs. La colline de murex qui s'élève encore aujourd'hui à Sidon témoigne des quantités considérables de coquillages qui furent nécessaires à cette production. L'artisanat du textile en Phénicie n'est pas moins réputé. Décrivant Cléopâtre, le poète latin Lucain évoque un voile arachnéen provenant d'une soie brute chinoise teinte à Sidon puis retissée : « La blancheur de son sein éclate à travers un voile de Sidon, tissé par le peigne des Sères et dont l'aiguille des Égyptiennes a desserré le tissu clair et large ». La ville jouit d'une grande réputation pour le travail du bronze, et possède des associations de couteliers et de charpentiers.
Sidon et Tyr font partie de la Haute-Galilée, souvent citées dans les Évangiles de Luc, Marc et Mathieu, et  témoins du passage du Christ et de ses miracles. Au-dessus de Tyr, Cana de Galilée, lieu du premier miracle du Christ, à la demande de sa mère, et qui avait transformé l'eau en vin, alors que celui-ci était venu à manquer au cours de noces. Sidon est le lieu de rencontre des saints Pierre, qui y prêchait, et de Paul et Luc, de passage pour Rome. Elle abrite également le sanctuaire marial de Maghdouché qui la surplombe, et où la Vierge aurait attendu dans une grotte, Mantara, le Christ qui prêchait dans Sidon, ville païenne. À Sarepta de Sidon (Sarafand), eut lieu le premier miracle du Christ sur une femme cananéenne (non-juive), dont la fille était mourante.
En 218, Sidon obtient le titre de metropolis, et en 221-222, l'empereur Héliogabale lui confère le statut colonial avec installation de vétérans.

#### UnMithraeum

##### Historique
- 141 : le culte de Mithra est introduit au temple d'Echmoun (à 3 km de Sidon) comme l'atteste la dédicace du cippe de Théoddotos : « Au dieu saint Asclépios, Théodotos, prêtre de Mithra, a dédié, l’an 251 [de l’ère de Sidon] »

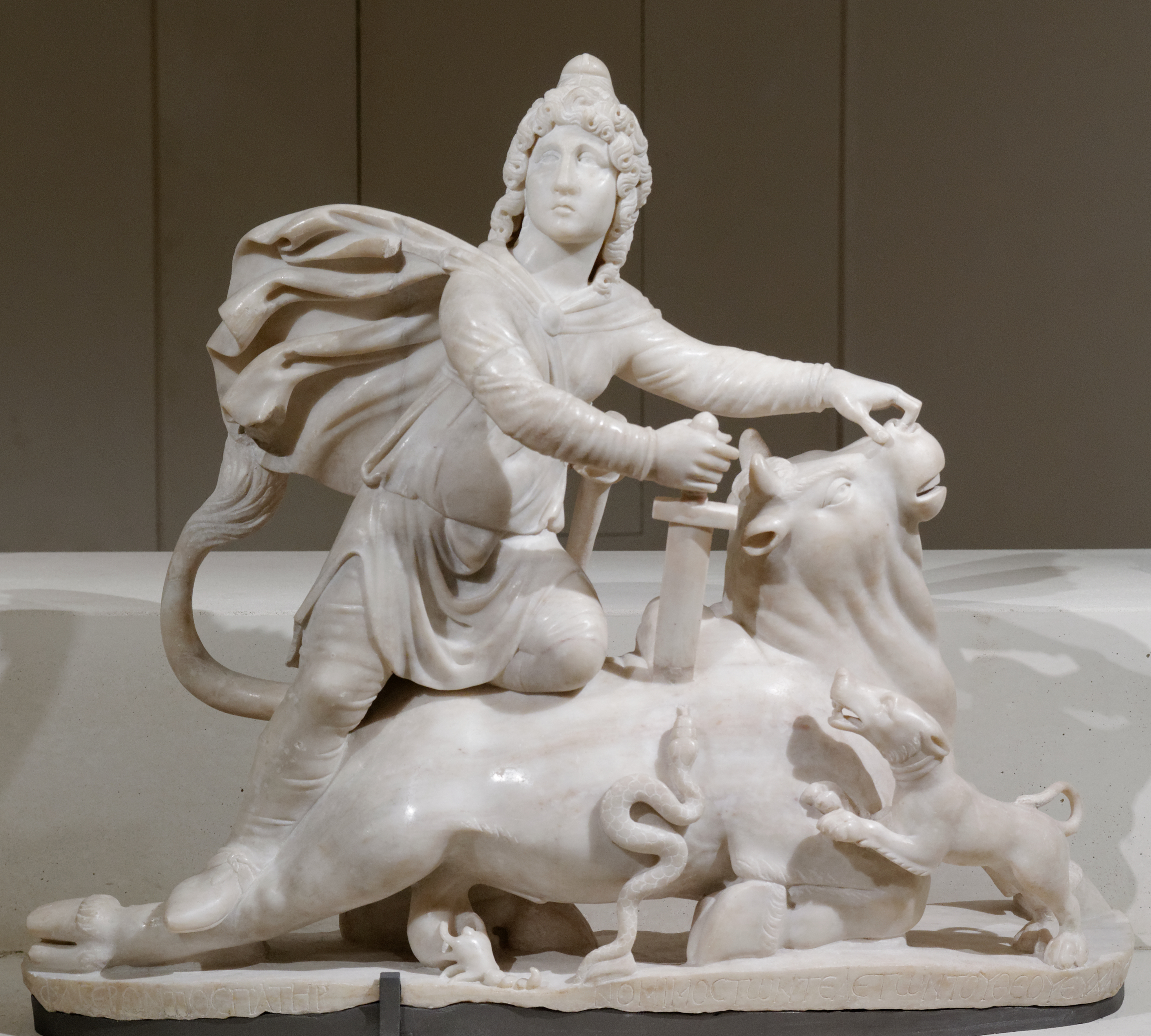
Statuette représentant la tauroctonie, donnée au musée du Louvre.

- Fin IVe siècle : Dédicace de trois des statues du mithraeum de Sidon par « Flavios Gerontios, pater nomimos |…|». qui témoigne de la longue survivance polythéiste et plus tardive dédicace connue à Mithra, malgré la pression chrétienne.  Virtuosité technique et coût du groupe statuaire et du relief laissent supposer un contexte élitaire.
- 391-392:  interdiction des cultes païens et abandon rapide du mithraeum de Sidon qui disparaît des mémoires

Découverte rocambolesque et  second oubli qui illustrent la grande période des chasseurs d’antiquités et des pilleurs de tombes, souvent au   service des grandes puissances européennes.
- 1881 : découverte du mithraeum par les antiquaires Alphonse et Edmond Durighello lors de fouilles clandestines menées à Saïda (Liban), l’ancienne Sidon, alors sous domination ottomane.
- 1924 : mort de Joseph-Ange Durighello, dernière personne à prétendre connaître l’emplacement exact du mithréum.
- 1967 : don de l’ensemble mithriaque de Sidon au Louvre.
- 2013 : J.-M. Saint-Jalm situe le mithraeum sur le terrain de l’archevêché grec catholique melkite de Saïda.

##### Un temple privé

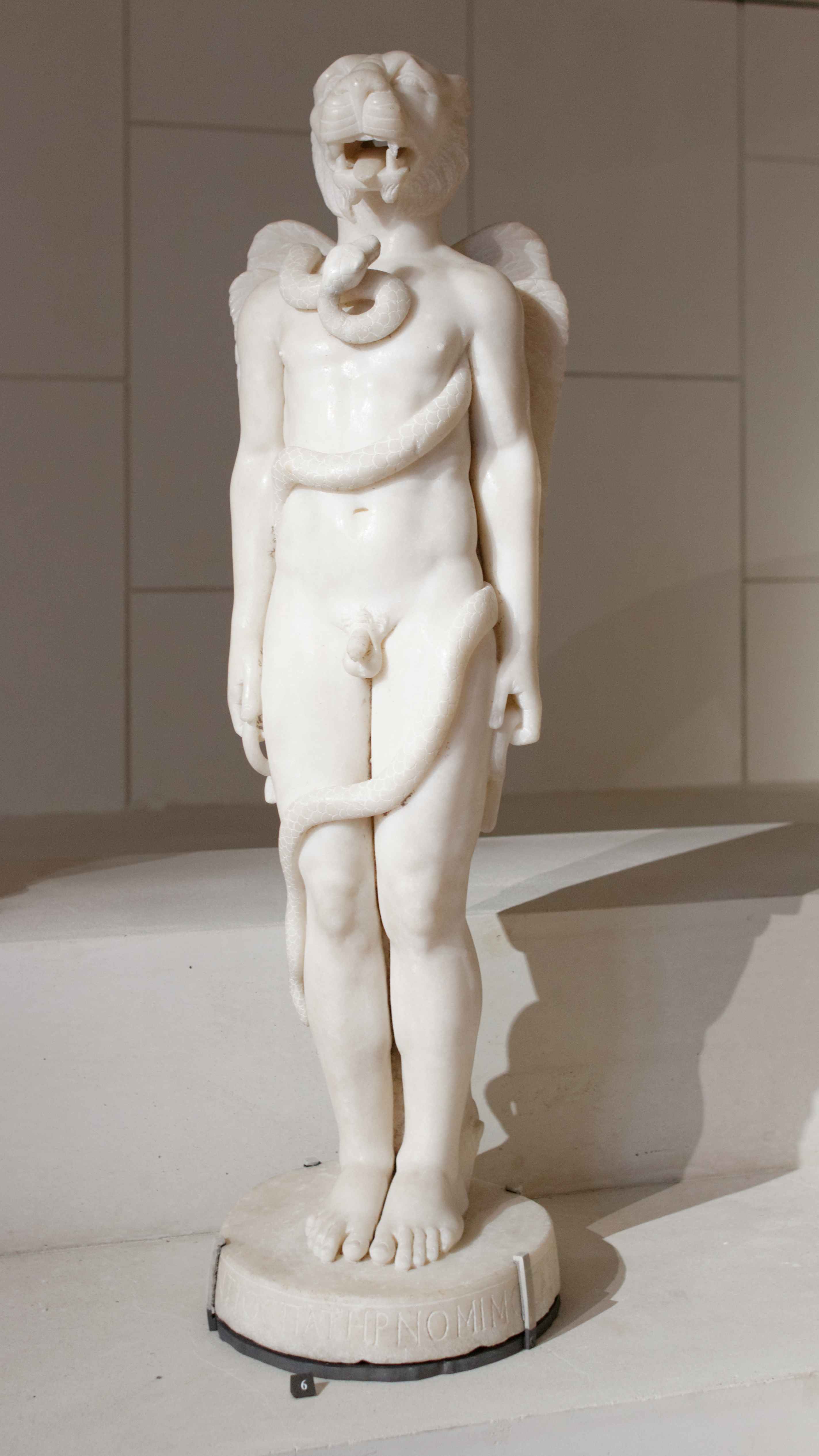
Kronos léontocéphale.

L'iconographie témoigne du caractère privé et topique du culte de Mithra, dans lesquels   chaque  groupe d’adeptes forme une combinatoire unique autour de figures sacrées récurrentes. Au sein d'un temple privée la variabilité est la norme. Et c'est autour de figures récurrentes que s'organise une combinatoire locale unique. La particularité iconographique de ce temple est la présence d'Hécate Trimorphe dispensatrice de vie (un parallèle possible avec le triple Mithra?) mais aussi d'une figure léontocéphale (reprenant certains codes de la statuaire égyptienne archaïque). Les figures de Mithra et des dadophores sont plutôt classiques dans les mithraeum même si on y perçoit une influence romaine sur les compagnons de Mithra. Ils sont porteurs de haches doubles (liens possibles avec Jupiter Dolichenus).
→ Malgré toutes de vastes zones d’ombres persistent concernant le mithraeum de Sidon : peut-être n’en est-il  même pas un? Il s’agirait alors d’un simple dépôt visant à la sauvegarde de sacra mithriaques.

### Sidon, du Moyen Âge à nos jours
En 551, Sidon subit un violent séisme. Ancien évêché, la ville est assez modeste et sans grande importance lorsqu'elle est conquise par le général arabe Yazîd b. Abî Sufyân en 637. Les géographes arabes la décrivent comme une place forte qui servait de port de guerre de Damas.
Elle acquiert de la notoriété à l'époque des Croisades : elle est assiégée en 1107 puis libérée soit contre rançon, soit avec l'aide de secours damascènes. Elle est prise finalement aux mains des croisés en 1110-1111 par les Croisés de Baudouin, roi de Jérusalem, avec l'aide de la flotte norvégienne de Sigurd Ier, après un blocus de 47 jours. Baudouin la donne alors à l'un de ses fidèles barons, Eustache Granier ou Garnier seigneur de Césarée Ses descendants conserveront cette seigneurie jusqu'en 1260.

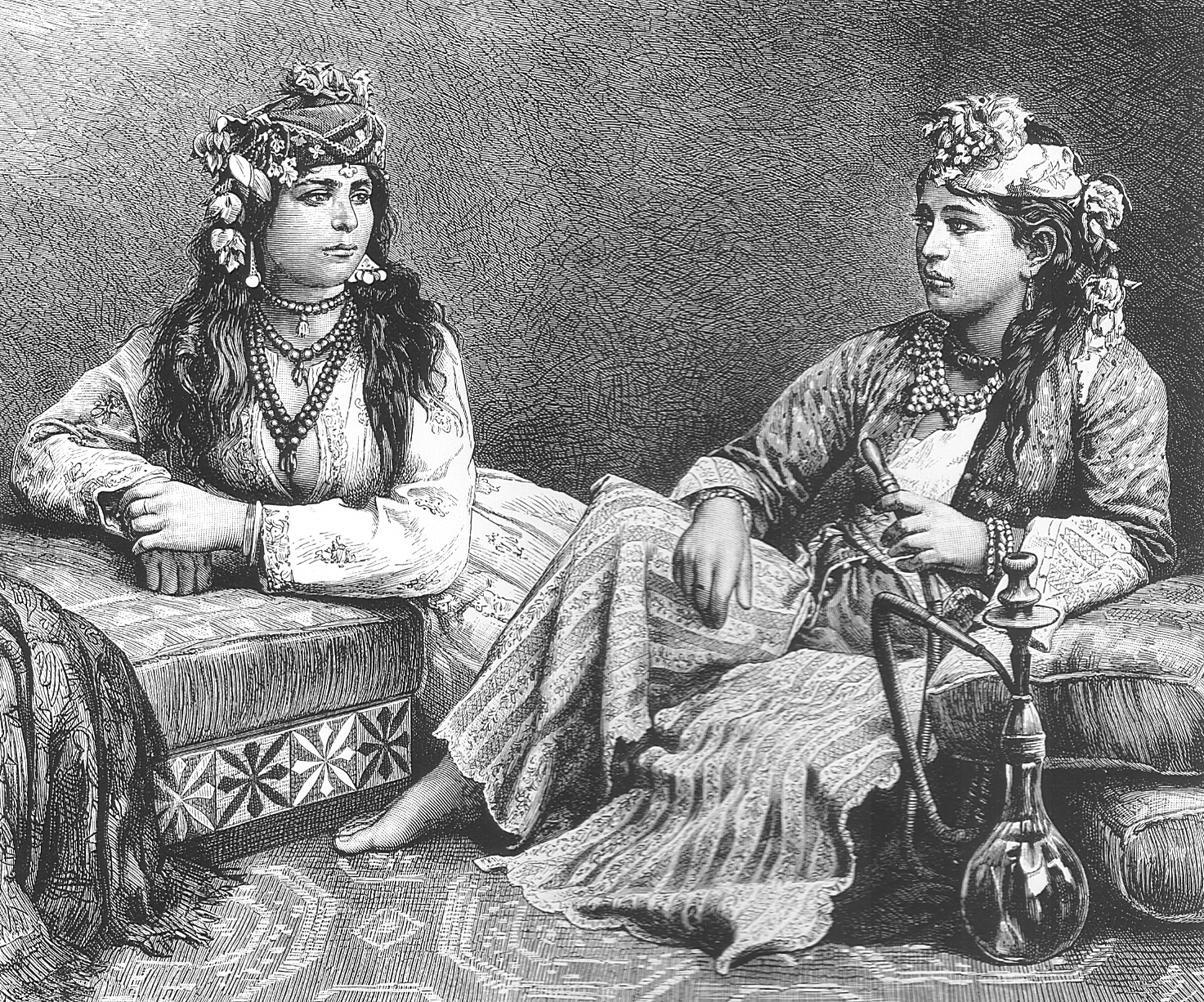
Vision orientaliste de femmes musulmanes de Sidon, par Louis Charles Émile Lortet, vers 1884.

Sidon devient le chef-lieu de la seigneurie de Sagette, englobant le château de Beaufort au sud-ouest, seconde des quatre baronnies du royaume de Jérusalem. Reprise à Renaud Grenier par Saladin en 1187, ses remparts seront rasés. Envahie par les Arabes, rendue aux troupes de Grenier par Saladin avant sa mort, attaquée par les Mongols, Sagette sera vendue par Julien Grenier aux Templiers. La ville sert de refuge aux survivants du siège de Saint-Jean-d'Acre en 1191.
Elle est mise à sac par les Mongols en 1260 ; puis, la même année, tombe sous le contrôle de Templiers jusqu'à sa prise par le Sultanat mamelouk en 1291. De 1291 à nos jours, elle redevient à majorité musulmane.
Elle connaît une nouvelle prospérité aux XVIe et XVIIe siècles. De 1660 à 1775, elle est la capitale d'une province ottomane, l'eyalet de Sidon, avant d'être supplantée par Acre puis par Beyrouth. La France y entretient dès 1616 un consulat : jusqu'à la Révolution française, les marchands marseillais détiennent un quasi-monopole sur le commerce extérieur de « Seyde (Sidon) et dépendances ». Cependant, l'expulsion des Français par Jazzar en 1791 porte un coup fatal à son commerce, ce dont Beyrouth saura profiter. Saïda devient un modeste port de pêche, et le restera jusqu'à nos jours. En 1848, le voyageur historien Baptistin Poujoulat écrit dans Récits et souvenirs d'un voyage en Orient que la ville, « bien mesquine et bien sale », compte 2 600 chrétiens, 2 000 musulmans et 400 Juifs, soit 5 000 habitants.
En 1982, lors de l’invasion israélienne du Liban, mille prisonniers palestiniens sont enfermés dans la cour de l’école du couvent Saint-Joseph, pendant des jours. Ils ne reçoivent ni eau ni nourriture ; certains prisonniers boivent leur urine. Les prisonniers sont passés à tabac, certains énucléés, d’autres en meurent ou restent infirmes. Les soldats admettent les mauvais traitements et les actes de barbarie, mais les justifient ; ils n’ont jamais été poursuivis.

## Sidon aujourd'hui

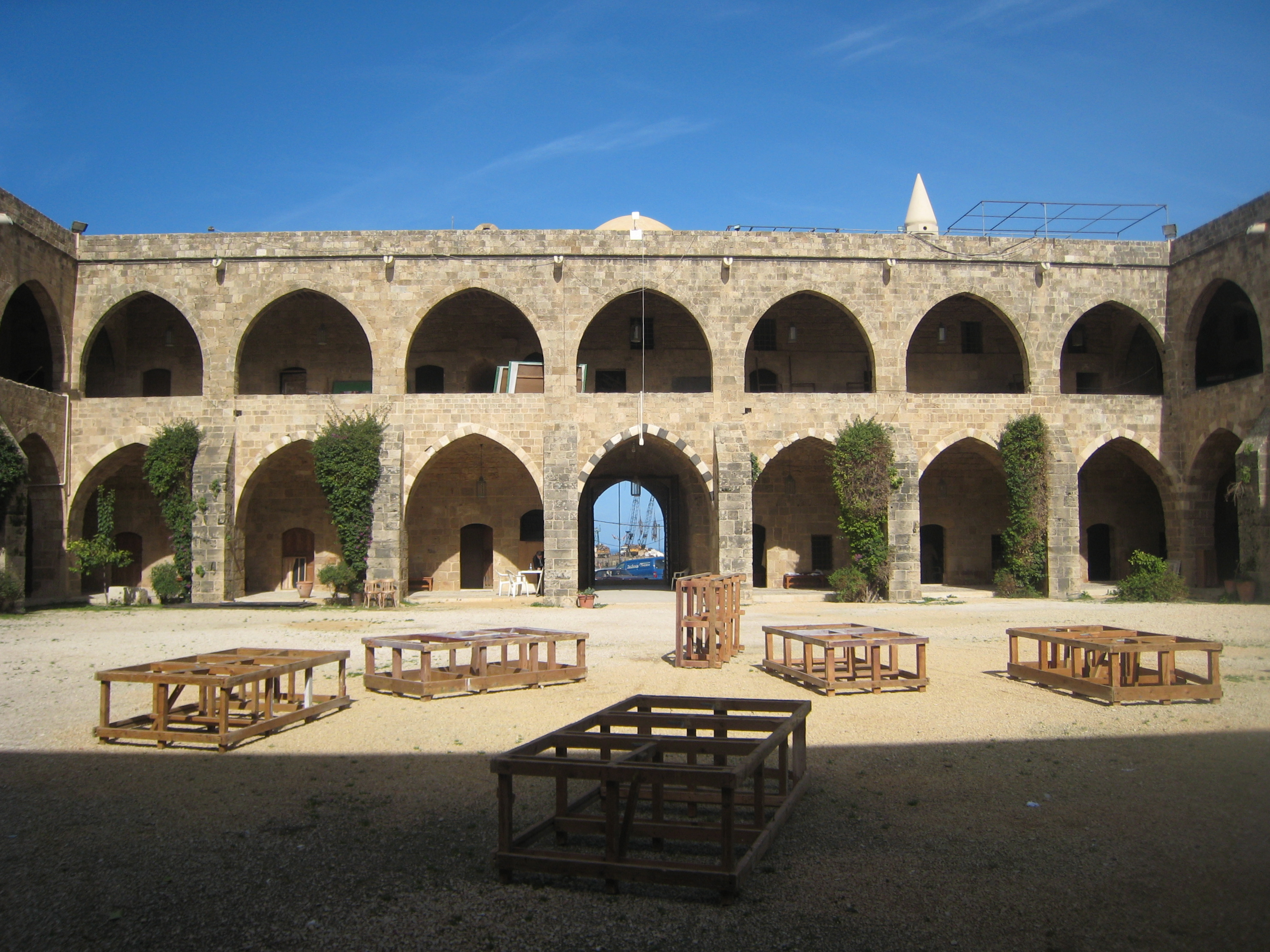
Le khan el-Franj en 2009

C'est la troisième plus grande ville du Liban. Elle est située dans le gouvernorat du Sud du Liban, à environ 40 km au nord de Tyr et à 40 km au sud de la capitale, Beyrouth.
La cité offre aujourd'hui une multitude de vestiges à visiter comme le Château de la mer, le château de la terre (Château de Saint-Louis, 1253), le temple d'Eshmoun dont l'édification remonte au VIIe siècle av. J.-C., la médina (la ville médiévale), la colline de Murex, le musée du savon, le Khân el-Franj « La maison des Français » (Ancien consulat de France), etc.
Elle est reliée à Beyrouth par une autoroute. La Place de l'Étoile est le point de départ des liaisons d'autocars vers Beyrouth, Tyr...
Plusieurs confessions se côtoient à Saïda : musulmans sunnites, chiites, chrétiens maronites et grecs-catholiques, jusqu'aux années 1980, on y trouvait des juifs libanais. La ville comptait quelque 200 000 habitants en 2000. Elle est devenue le centre commercial et financier du Liban du Sud.
Saïda est la cité natale de l'ancien Premier ministre Rafic Hariri, assassiné à Beyrouth le 14 février 2005 dans un attentat à la voiture piégée.
Le centre historique de la ville fait partie de la liste indicative au patrimoine mondial de l'Unesco depuis 1996.
Le sanctuaire marial de Maghdouché-Sayyedet el Mantara, est inscrit sur la liste du patrimoine mondial religieux.
Un bombardement israélien fait 45 morts et 70 blessés le 29 septembre 2024. La ville accueille 25 000 réfugiés en quelques jours en raison des bombardements massifs sur le Liban-Sud.

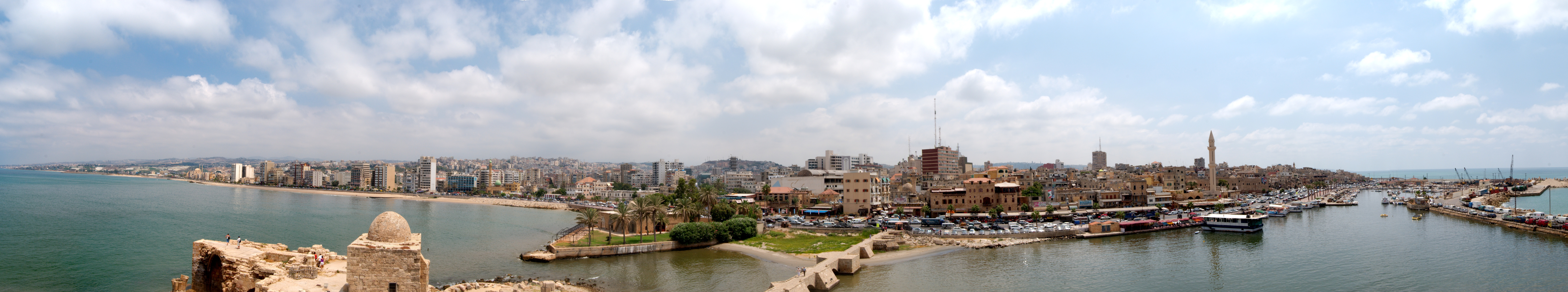
Panorama de Sidon, Liban

## Relations internationales

### Jumelage
La ville de Sidon est jumelée avec les villes suivantes :
- Constanța, Roumanie
- Sofia, Bulgarie
- Sotchi, Russie

La ville a un pacte de coopération avec la ville de :
- Lyon (France)

## Lieux célèbres
- Château de Sidon, ou de la Mer

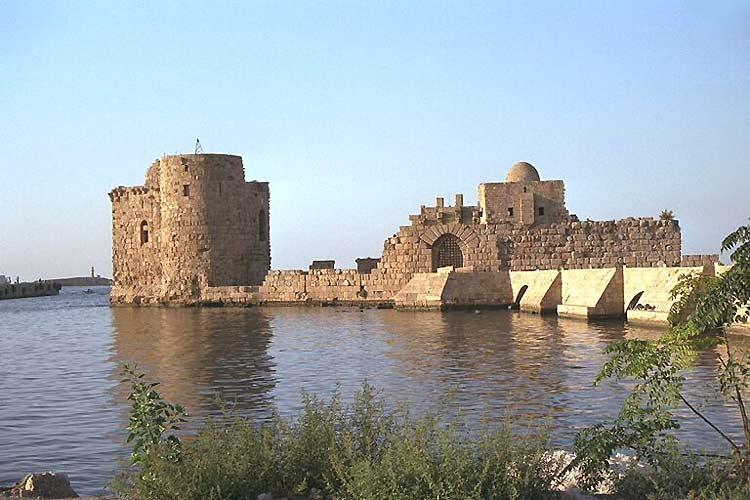
Château de Sidon construit par les croisés vers l'an 1228.

- Château de la terre (Château Saint-Louis)
- La médina (la ville médiévale)
- La colline de Murex
- Les souks
- les Mosquées de l'époque médiévale (Grande Mosquée, Mosquée Kikhia...)
- Le Musée Audi du savon
- Le Khân el-Franj « la maison des Français » (ancien consulat de France) siège de l'Institut Français à Saida
- Le temple d'Eshmoun, site phénicien, unique au Liban
- Le Musée du Palais Debbané, salamlek d'un ancien palais Hammoud
- le Khan Sacy avec son four et son hammam mamelouk, ses puits et diverses salles
- les hammams dont le plus récent, Hammam al Jadid
- ses églises dont la plus ancienne, Saint Nicolas, byzantine, et sa salle des Sts. Pierre et Paul
- le palais Hammoud

## Pollution
Saïda possèdait le plus grand dépôt d'ordures du Liban : la Montagne, un tas d'ordures de 50 mètres de haut et 500 mètres de long en bordure de mer, représentant plus de 600 000 m3, qui se remplissait au rythme de 200 tonnes par jour.
Mal retenue, une part importante de ces déchets était entraînée dans la mer et contribue fortement à la pollution des côtes du Liban.
Elle a été résorbée depuis la construction d'une usine moderne de recyclage.

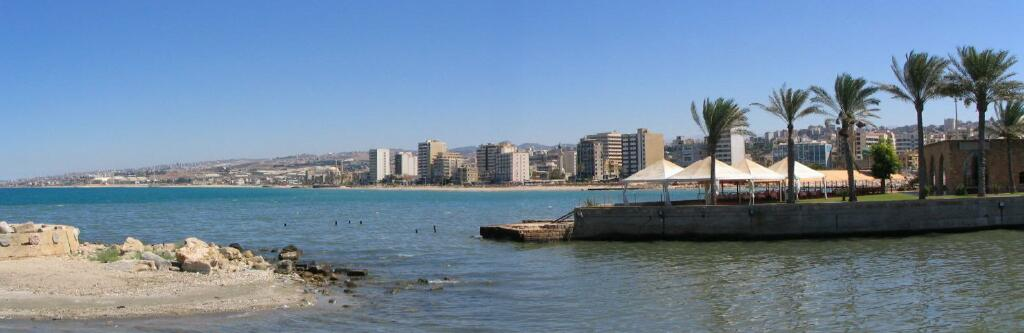
Sidon avec vue sur la Méditerranée.